# PGC 2750394
LEDA/PGC 2750394 ist eine linsenförmige Zwerggalaxie vom Hubble-Typ S0/a im Sternbild Drache am Nordsternhimmel. Sie ist schätzungsweise 49 Millionen Lichtjahre von der Milchstraße entfernt und hat einen Durchmesser von etwa 15.000 Lichtjahren. Vom Sonnensystem aus entfernt sich das Objekt mit einer errechneten Radialgeschwindigkeit von näherungsweise 910 Kilometern pro Sekunde.
Im selben Himmelsareal befinden sich unter anderem die Galaxien IC 1254, PGC 59812, PGC 2749762, PGC 2750584.